# Eois rapistriaria
Eois rapistriaria là một loài bướm đêm trong họ Geometridae.